# Брито, Петронильо де
Петронильо де Брито (порт.-браз. Petronilho de Brito; 31 мая 1904, Сан-Паулу — 1984, Сан-Паулу — бразильский футболист, нападающий. Выступал за сборную Бразилии, за которую провёл 5 матчей и забил 3 мяча. Де Брито стал первым чернокожим бразильцем, игравшим в зарубежном клубе. Некоторым источниками признаётся автором бразильской «Бисиклеты». Брат Петронильо, Валдемар, также являлся футболистом.

## Карьера
Петронильо начал карьеру в клубе «Антарктика» в возрасте 17-ти лет. Спустя год он перешёл в клуб «Минас-Жерайс», где дебютировал в матче с клубом из Рио-де-Жанейро «Associação Atlética Vila Isabel», который завершился со счётом 4:4. Один из голов де Брито забил ударом через себя; этот удар местная газета «A Platéia» назвала «Бисиклета», что случилось ранее, чем гол общепринятого автора подобного приёма, Леонидаса, но позже Рамона Унсаги. 30 апреля футболист дебютировал в официальной игре за клуб в рамках чемпионата штата Сан-Паулу против «Сан-Бенту» (1:0). В 1924 году клуб поменял своё название на «Брас Атлетик Клуб», что, однако не помогло команде, занявшей 7 место среди 11 участников. Однако сам Петронильо выступил очень хорошо: он забил 10 голов в 13 матчах. А всего за клуб форвард провёл 39 встреч, в которых 18 раз поражал ворота команды соперника.
В 1925 году Петронильо перешёл в клуб «Сирио» и в первой же встрече отметился забитым голом, поразив ворота «Ипиранги» (1:1). А всего в первом сезоне он забил 10 голов в чемпионате, почти половину из 23-х, забитых клубом. В следующем сезоне форвард забил 4 гола в 7 встречах в чемпионате АПЕА, после чего перешёл в клуб «Индепенденсия» из лиги ЛАФ, где дебютировал 29 мая и тогда же забил свой первый гол. Всего в первом сезоне футболист сыграл 5 матчей и забил 6 голов, а команда по ходу турнира отказалась от участия. На следующий год де Брито забил 12 мячей в 12 встречах, а его команда заняла 7 место. В 1929 году Петронильо вернулся в «Сирио», где забил 5 голов в 6 матчах. В первом, после долгого перерыва, объединённом первенстве чемпионата Сан-Паулу 1930 года де Брито выступил великолепно: он забил 26 голов в 24 матчах, поделив второе место в списке лучших бомбардиров с Артуром Фриденрайхом. Этих футболистов, вместе с лучшим снайпером чемпионата, Фейтисо, газеты прозвали «Золотое трио» (порт.-браз. Trio de Ouro). А забившего 3 гола в матче с «Ботафого» молодого нападающего Леонидаса толпа прозвала «Новым Петронильо» или «Петронильо Кариока». В первенстве 1931 года Петронильо забил 22 гола в 25 встречах, заняв третье место среди лучших бомбардиров, позади Фейтисо и Фриденрайха. Чемпионат 1932 года получился «смазанным» из-за вспыхнувшей конституционалистской революции; в том первенстве де Брито забил только 2 гола в 7 матчах. 26 июня 1932 года Петронильо провёл последний матч за клуб: в нём «Сирио» победил «Интернасьонал» 5:3. После этой игры нападающий объявил бойкот, из-за того, что ему 4 месяца не выплачивали заработную плату. Из-за этого футболист более 3 месяцев вообще не появлялся в команде.
В 1933 году Петронильо уехал в Аргентину в клуб «Сан-Лоренсо», став первым чернокожим бразильцем, игравшим за границей. Там он дебютировал 12 марта в матче с «Ланусом». В первом же сезоне в команде бразилец стал чемпионом Аргентины, а сам футболист провёл на поле 19 матчей и забил 13 голов. В следующем сезоне де Брито выходил на поле чаще: 29 встреч и 16 голов, а клуб занял в первенстве 3 место. В своём последнем сезоне в карьере Петронильо сыграл 5 матчей и забил 2 мяча.

## Достижения

### Командные
- Чемпион Аргентины: 1933

### Личные
- Лучший бомбардир чемпионата Бразилии среди сборных штатов: 1926 (13 голов)

## Статистика

### Клубная
| Статистика выступлений Петронильо за клубы | Статистика выступлений Петронильо за клубы | Статистика выступлений Петронильо за клубы | Статистика выступлений Петронильо за клубы | Статистика выступлений Петронильо за клубы |
| Сезон                                      | Лига                                       | Клуб                                       | Игры                                       | Голы                                       |
| ------------------------------------------ | ------------------------------------------ | ------------------------------------------ | ------------------------------------------ | ------------------------------------------ |
| 1921                                       | Паулиста-B                                 | Антарктика (Сан-Паулу)                     | ?                                          | 15                                         |
| 1922                                       | Паулиста                                   | Минас-Жерайс (Сан-Паулу)                   | 16                                         | 5                                          |
| 1923                                       | Паулиста                                   | Минас-Жерайс (Сан-Паулу)                   | 10                                         | 3                                          |
| 1924                                       | Паулиста                                   | Брас Атлетик                               | 13                                         | 10                                         |
| 1925                                       | Паулиста                                   | Сирио (Сан-Паулу)                          | 10                                         | 10                                         |
| 1926                                       | Паулиста (АПЕА)                            | Сирио (Сан-Паулу)                          | 7                                          | 4                                          |
| 1927                                       | Паулиста (ЛАФ)                             | Индепенденсия                              | 5                                          | 6                                          |
| 1928                                       | Паулиста (ЛАФ)                             | Индепенденсия                              | 12                                         | 12                                         |
| 1929                                       | Паулиста (АПЕА)                            | Сирио (Сан-Паулу)                          | 6                                          | 5                                          |
| 1930                                       | Паулиста                                   | Сирио (Сан-Паулу)                          | 24                                         | 26                                         |
| 1931                                       | Паулиста                                   | Сирио (Сан-Паулу)                          | 25                                         | 22                                         |
| 1932                                       | Паулиста                                   | Сирио (Сан-Паулу)                          | 7                                          | 2                                          |
| 1933                                       | Примера                                    | Сан-Лоренсо                                | 19                                         | 13                                         |
| 1934                                       | Примера                                    | Сан-Лоренсо                                | 29                                         | 16                                         |
| 1935                                       | Примера                                    | Сан-Лоренсо                                | 5                                          | 2                                          |

### Международная
| Матчи Петронильо де Брито за сборную Бразилии | Матчи Петронильо де Брито за сборную Бразилии | Матчи Петронильо де Брито за сборную Бразилии | Матчи Петронильо де Брито за сборную Бразилии | Матчи Петронильо де Брито за сборную Бразилии | Матчи Петронильо де Брито за сборную Бразилии | Матчи Петронильо де Брито за сборную Бразилии |
| --------------------------------------------- | --------------------------------------------- | --------------------------------------------- | --------------------------------------------- | --------------------------------------------- | --------------------------------------------- | --------------------------------------------- |
| №                                             | Дата                                          | Место проведения                              | Оппонент                                      | Счёт                                          | Голы                                          | Турнир                                        |
| 1                                             | 24 июня 1928                                  | Рио-де-Жанейро                                | Мотеруэлл                                     | 5:0                                           | —                                             | Товарищеский матч                             |
| 2                                             | 24 февраля 1929                               | Рио-де-Жанейро                                | Рампла Хуниорс                                | 4:2                                           | —                                             | Товарищеский матч                             |
| 3                                             | 10 июля 1929                                  | Рио-де-Жанейро                                | Ференцварош                                   | 2:0                                           | 1                                             | Товарищеский матч                             |
| 4                                             | 2 июля 1931                                   | Сан-Паулу                                     | Ференцварош                                   | 6:1                                           | 2                                             | Товарищеский матч                             |
| 5                                             | 24 февраля 1935                               | Рио-де-Жанейро                                | Ривер Плейт                                   | 2:1                                           | —                                             | Товарищеский матч                             |

5 матчей — 3 гола в неофициальных встречах.

## Сноски
1. ↑  Здесь несостыковка, так как лучший бомбардир того же первенства, Фейтисо, также забил 10 голов. Однако в списке лучших бомбардиров чемпионата Архивная копия от 25 сентября 2017 на Wayback Machine Петронильо не указан.